# Stefano Colantuono
Stefano Colantuono (Roma, Provincia de Roma, Italia, 23 de octubre de 1962) es un exfutbolista y entrenador italiano. Actualmente está sin club.

## Trayectoria

### Como jugador
En su etapa como futbolista, ocupaba la demarcación de defensa. Debutó en 1981 con el VJS Velletri y se retiró veintiún años después, siendo jugador del Sambenedettese. Pasó toda su carrera en equipos modestos, llegando a jugar en la Serie A sólo tres temporadas: dos con el US Avellino y una con el Ascoli.

### Como entrenador
Se estrenó como entrenador en el mismo club donde se retiró, el Sambenedettese, en 2002. También dirigió al Catania y al Perugia.
Atalanta
En 2005, llegó al banquillo del Atalanta, logrando ascenderlo a la Serie A y posteriormente obteniendo el que por aquel entonces era el mejor puesto clasificatorio del equipo en la máxima categoría del Calcio (8.º con 50 puntos).
Palermo
Decidió dejar el equipo de Bérgamo para firmar por el Palermo en mayo de 2007, pero terminó siendo despedido en noviembre del mismo año tras recibir una goleada (5-0) por parte de la Juventus.
Cuatro meses después, en marzo de 2008, volvió a hacerse cargo del equipo siciliano, al que logró mantener en la categoría con comodidad. Fue confirmado en el banquillo para la temporada 2008-09, pero un mal inicio de curso (eliminación en la Copa de Italia a manos del Ravenna y derrota en la 1.ª jornada de Liga) provocó su destitución.
Torino
En junio de 2009, aceptó la oferta del Torino de la Serie B, pero fue despedido en noviembre del mismo año.
Tras poco más de un mes, en enero de 2010, fue nuevamente llamado por el club turinés para volver a dirigir al equipo. Consiguió 12 victorias en 21 partidos que le llevaron a disputar el "play-off" de ascenso, pero perdió la final contra el Brescia.
Atalanta
En junio de 2010, regresó al Atalanta, logrando un nuevo ascenso a la Serie A en mayo de 2011.
En la temporada 2011-12, logró la permanencia en la máxima categoría pese a tener 6 puntos de penalización; y en la temporada 2013-14, salvó al equipo con 7 jornadas de antelación y volvió a alcanzar el récord de 50 puntos del club.
En marzo de 2015, fue despedido como técnico del Atalanta tras 4 derrotas consecutivas, dejando al equipo como 17.º clasificado tras 25 jornadas. Cerró sus dos etapas en el equipo dirigiéndolo en 281 partidos (115 victorias, 71 empates y 95 derrotas).
Udinese
En junio de 2015, se convirtió en el nuevo entrenador del Udinese Calcio. En marzo de 2016, después de perder 1-2 contra la Roma y con el conjunto friulano como 16.º clasificado tras 29 jornadas en la Serie A, fue despedido.
Bari
El 7 de noviembre de 2016, sustituyó a Roberto Stellone en el banquillo del Football Club Bari 1908. Llevó al equipo de la Apulia al 12.º puesto en la Serie B, sin poder clasificarse para la promoción de ascenso, por lo que no continuó en el club.
Salernitana
El 12 de diciembre de 2017, firmó un contrato de un año y medio de duración con la Unione Sportiva Salernitana 1919. Sin embargo, Colantuono renunció a su puesto al año siguiente, el 18 de diciembre de 2018, después de tres derrotas consecutivas que dejaron sus aspiraciones de una promoción a la Serie A en una 12.ª posición en la tabla.
El 17 de octubre de 2021, inició su segunda etapa en el banquillo del Salernitana. Sin embargo, no pudo revertir la mala situación del equipo italiano, que se convirtió en el colista de la Serie A. El 15 de febrero de 2022, Colantuono fue cesado en sus funciones.
El 19 de marzo de 2024, fue confirmado como entrenador de la Salernitana hasta el final de la temporada.El 20 de junio, fue reemplazado en su cargo por Andrea Sottil.
En noviembre de 2024, volvió a iniciar una nueva etapa en el club y sustituyó a Giovanni Martusciello.Sin embargo, el 30 de diciembre, su contrato fue rescindido de mutuo acuerdo.

## Clubes

### Como jugador
| Club             | País   | Año       | Partidos | Goles |
| ---------------- | ------ | --------- | -------- | ----- |
| VJS Velletri     | Italia | 1981-1983 | 46       | 2     |
| Ternana Calcio   | Italia | 1983-1984 | 16       | 3     |
| US Arezzo        | Italia | 1984-1985 | 36       | 1     |
| AC Pisa          | Italia | 1985-1986 | 24       | 0     |
| US Avellino      | Italia | 1986-1988 | 53       | 2     |
| Calcio Como      | Italia | 1988-1989 | 23       | 1     |
| Ascoli           | Italia | 1989-1991 | 38       | 0     |
| Frosinone Calcio | Italia | 1992-1993 | 27       | 1     |
| Fermana FC       | Italia | 1993-1994 | 28       | 5     |
| Sambenedettese   | Italia | 1994-1995 | 25       | 2     |
| SS Maceratese    | Italia | 1995-1999 | 113      | 6     |
| FS Sestrese      | Italia | 1999-2000 | 34       | 2     |
| Sambenedettese   | Italia | 2000-2002 | 31       | 5     |

### Como entrenador
| Club           | País   | Año       | P   | PG  | PE  | PP  | % v.   |
| -------------- | ------ | --------- | --- | --- | --- | --- | ------ |
| Sambenedettese | Italia | 2002-2003 | 49  | 26  | 15  | 8   | 63.27% |
| Calcio Catania | Italia | 2003-2004 | 46  | 18  | 13  | 15  | 48.55% |
| AC Perugia     | Italia | 2004-2005 | 46  | 24  | 11  | 11  | 60.14% |
| Atalanta BC    | Italia | 2005-2007 | 80  | 36  | 23  | 21  | 54.58% |
| USC Palermo    | Italia | 2007      | 13  | 4   | 3   | 6   | 38.46% |
| USC Palermo    | Italia | 2008      | 9   | 3   | 2   | 4   | 40.74% |
| Torino FC      | Italia | 2009      | 16  | 6   | 5   | 5   | 47.92% |
| Torino FC      | Italia | 2010      | 25  | 13  | 7   | 5   | 61.33% |
| Atalanta BC    | Italia | 2010-2015 | 261 | 102 | 71  | 88  | 48.15% |
| Udinese Calcio | Italia | 2015-2016 | 32  | 10  | 6   | 16  | 37.5%  |
| FC Bari        | Italia | 2016-2017 | 29  | 9   | 10  | 10  | 42.53% |
| US Salernitana | Italia | 2017-2018 | 41  | 13  | 12  | 16  | 41.46% |
| US Salernitana | Italia | 2021-2022 | 16  | 2   | 3   | 11  | 18.75% |
| US Salernitana | Italia | 2024      | 9   | 0   | 3   | 6   | 11.11% |
| US Salernitana | Italia | 2024      | 7   | 1   | 2   | 4   | 23.81% |
| Total          | Total  | Total     | 679 | 267 | 186 | 226 | 48.45% |